# الفجوة
الفجوة رواية كُتِبَت سنة 2009، بِقلم (باربرا كينغسولفر)، وهي الرواية السادسة لها، وقد فازت بجائزة أُورانج للأدب عام 2010 وجائزة مكتبة فرجينيا الأَدبية، كما تم اختيارها ضمن القائِمة المُصغرة لجائزة دبلن الأَدَبية الدولية عام 2011.

## الفكرة العامة
تحكي الرواية قصّة (هاريسون ويليام شيبرد)، وتبدأ الأحداث بطفولته في (المكسيك) خلال ثلاثينيات القرن العشرين، حيث يتسبب انفصال والديه بتردده ذهابًا وإيابًا بين الولايات المتحدة الأمريكية مع أبيه وبين المكسيك عند أمه.
عمل في خلاطة الجبس لفنان اللوحات الجدارية (دييغو ريفيرا)، ومن ثم عمل بعدها كطاهٍ لنفس الفنان ولزوجته الفنانة (فريدا كاهلو)، وقد نشأت بينهما صداقة دامت طوال العمر. أثناء إقامته وعمله عندهم، بدأ بالعمل سكرتيرًا لدى (ليون تروتسكي) الذي كان يختبئ هناك، بعد نفيه على يد ستالين، ويشهد اغتياله.
يرافق (شيبرد) بعض لوحات كاهلو إلى واشنطن العاصمة حيث يشهد إطلاق النار على جيش المكافآت. في فترة متأخرة من حياته، وبينما كان يعيش في (اشفيل)، في (نورث كارولينا)، أصبح (شيبرد) روائيًا، حيث يكتب روايات تاريخية ناجحة تدور أحداثها في المكسيك. ومع ذلك، يتم التحقيق معه من قبل لجنة الأنشطة غير الأمريكية بمجلس النواب، وبعد أن قامت الصحافة بالتشهير به، يعود إلى المكسيك، مصطحبًا معه سكرتيرته (فيوليت براون)، حيث أمرها بحرق أوراقه، إلّا أن سكرتيرته لم تقم بحرقها، وهذه الأوراق هي ما يشكل لب الرواية، فثمة فجوات أو ثغرات في القصة، تستمد الرواية اسمها منها. ويختفي (شيبرد) أثناء السباحة قبالة ساحل المحيط الهادئ ويُفترض أنه مات، ومع ذلك تلقى براون المستفيد الرئيسي من وصيته لاحقًا رسالة من كاهلو تلمح فيها إلى أنه نجا، من خلال السباحة تحت الماء على طول أنبوب الحمم البركانية الذي يظهر في الداخل في حفرة صخرية.

## روابط خارجية
- الفجوة على موقع الموسوعة البريطانية (الإنجليزية)